# Dejan Lovren
Dejan Lovren (Zenica, Yugoslavia, 5 de julio de 1989) es un futbolista croata. Juega de defensa en el PAOK de Salónica F. C. de la Superliga de Grecia.
Lovren comenzó su carrera como futbolista profesional en 2006, jugando en el club de fútbol Dinamo Zagreb, de la Primera Liga de Croacia. En enero de 2010, fue fichado por el club de fútbol Olympique de Lyon de la Ligue 1. En este club jugó tres temporadas y media, y además, ganó la Copa de Francia de Fútbol 2011-12. En junio de 2013 fue fichado por el Southampton F. C. de la Premier League, en donde jugó una temporada. Posteriormente, en julio de 2014, fue fichado por el Liverpool F. C.,  por la cantidad de 20 millones de euros.
Lovren hizo su debut con la selección de fútbol de Croacia en noviembre de 2009. Además ha sido incluido en el equipo nacional del torneo de la Copa Mundial en las ediciones de 2014, 2018y 2022.

## Trayectoria
Con apenas tres años, se instaló junto a su familia (de origen croata) en Múnich, huyendo de la Guerra de Bosnia. Allí permanecieron durante siete años hasta que tuvieron que abandonar Alemania por problemas de documentación. Decidieron instalarse en Karlovac. Lovren jugó en los equipos juveniles del NK Ilovac y del NK Karlovac antes de unirse al Dinamo Zagreb en 2004.

### Dinamo Zagreb
El 10 de mayo de 2006, Lovren debutó con el Dinamo Zagreb en un partido de la Primera Liga de Croacia contra el NK Varteks Varaždin.  El 17 de julio, Lovren fue cedido al NK Inter Zaprešić por dos temporadas, en las que hizo 50 apariciones en la liga y anotó un gol. Tras su regreso del préstamo, Lovren participó regularmente en el equipo titular del Dinamo Zagreb, apareciendo en 38 partidos durante la temporada 2008-09 y marcando tres goles. En la temporada 2009-10 participó en los 4 partidos de clasificación del Dinamo Zagreb en la Liga de Campeones de la UEFA contra el FC Pyunik Ereván y el Red Bull Salzburgo, y logró anotar un gol de cabezazo contra el FC Pyunik Ereván.

### Olympique de Lyon
En enero de 2010 fue fichado por el club francés Olympique de Lyon de la Ligue 1 por 8 millones de euros más 1,5 millones de euros en incentivo, en un contrato de cuatro años y medio. Hizo su debut con el equipo el 24 de enero de 2010 en un partido de la Copa de Francia de Fútbol 2009-10 contra el AS Monaco, el cual resultó en una derrota 2-1. Su debut en un partido de liga se dio el 31 de enero en un partido contra el París Saint-Germain, el cual resultó en una victoria 2–1. Durante la segunda mitad de la temporada 2009-10, hizo 10 apariciones, la mayoría como sustituto. No se le permitió participar en los partidos del Lyon en la Liga de Campeones de la UEFA de esta temporada, debido a que ya había jugado en la competencia con el Dinamo Zagreb.

### Inglaterra
El 14 de junio de 2013 fue fichado por el Southampton F. C. en un contrato de cuatro años por una cantidad no divulgada, la cual se estima que fue de 8.5 millones de euros. Hizo su debut el 17 de agosto en una victoria 1-0 ante el West Bromwich Albion. El 21 de septiembre marcó su primer gol para el Southampton FC en un partido contra el Liverpool F. C. en Anfield, un gol que definió la victoria del Southampton FC en el partido. El 19 de octubre asistió a Adam Lallana para el gol del empate contra el Manchester United en Old Trafford. El 18 de enero de 2014 marcó un segundo gol de la liga en un empate 2-2 contra el Sunderland, sin embargo, durante el partido fue lesionado, tuvo que ser transportado en camilla y recibir tratamiento hospitalario al terminar el partido. Posteriormente, el 23 de enero, se anunció que junto con el centrocampista Gastón Ramírez, Lovren estaría fuera de la cancha entre seis y ocho semanas debido a que presentaba daños en el ligamento del tobillo.

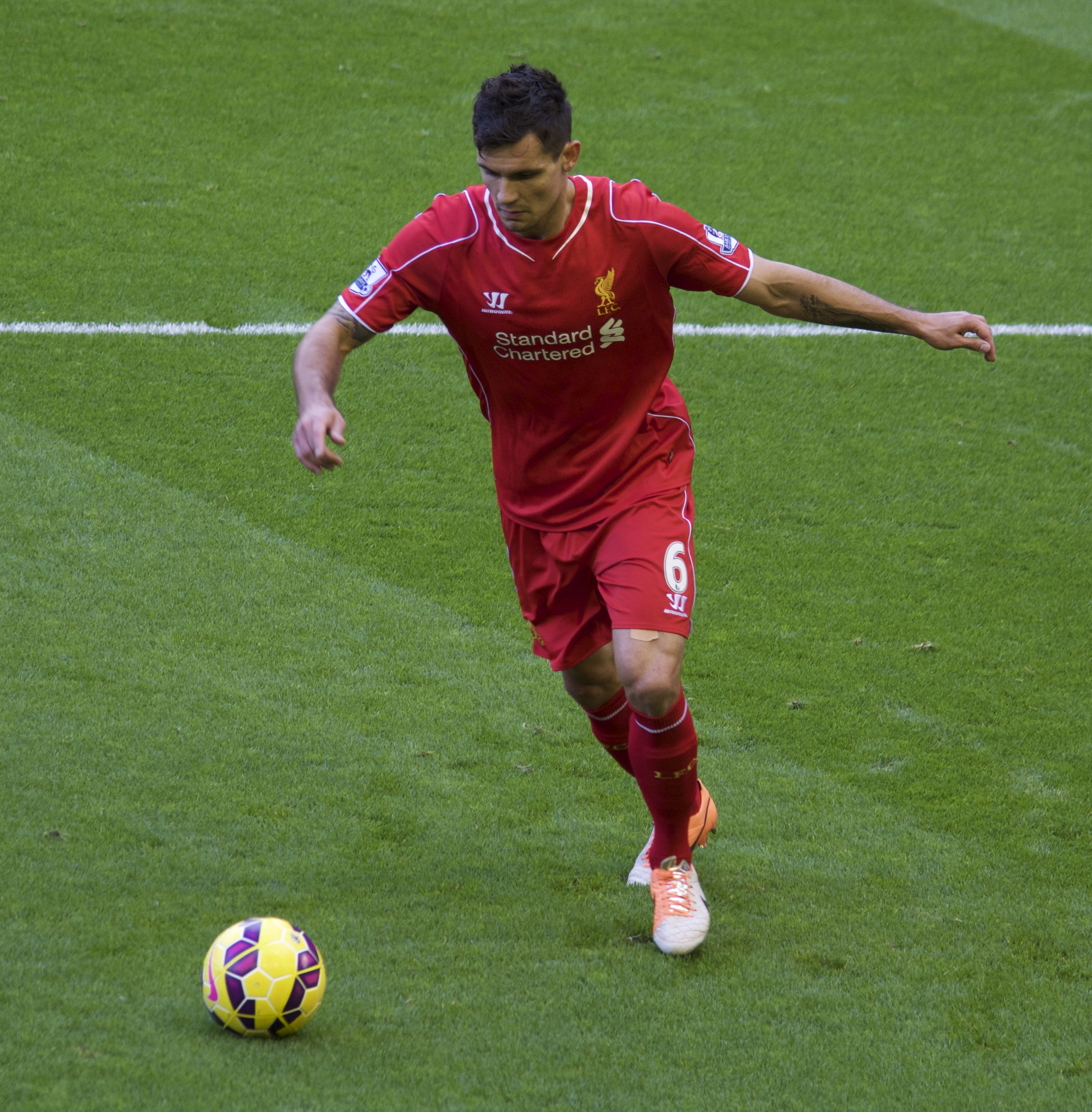
Lovren jugando con el Liverpool FC, en un partido contra el Hull City, el 25 de octubre de 2014

El 27 de julio de 2014 se convirtió en el tercer jugador en ser transferido del Southampton F. C. al Liverpool F. C., después de Rickie Lambert y Adam Lallana. Firmó un contrato de cuatro años por una tarifa reportada de 20 millones de euros, convirtiéndose en el defensor más caro en la historia del Liverpool F. C. El 10 de agosto hizo su debut en un amistoso contra el Borussia Dortmund en Anfield, anotando el segundo gol en una victoria por 4-0, e hizo su debut en un partido de competición el 17 de agosto en el primer partido de la Premier League, jugando los 90 minutos completos en la victoria 2-1 ante el Southampton F. C. en Anfield. El 28 de octubre marcó un gol al cabecear un tiro libre, dándole la victoria al Liverpool FC ante el Swansea City. Sin embargo, después de haber tenido un mal desempeño en un partido de la Liga de Campeones de la UEFA contra el Fussballclub Basilea, Lovren fue retirado del equipo titular. Como último jugador en cobrar penalti, Lovren tiro el balón sobre el travesaño, por lo que el Liverpool FC perdió en una tanda de penaltis ante el Beşiktaş el 26 de febrero de 2015, y debido a esta derrota, el equipo fue eliminado en los dieciseisavos de final de la Liga Europa de la UEFA 2014-15. 
Lovren recuperó su lugar en la alineación titular para los primeros tres juegos de la temporada 2015-16, dando un mejor desempeñó. Sin embargo, después de un par de derrotas ante el West Ham United y el Manchester United, en las que la defensa concedió seis goles, Lovren volvió a perder su lugar ante el jugador Mamadou Sakho. El 8 de noviembre de 2015 Lovren sustituyó a Sakho en una derrota por 2-1 ante Crystal Palace en Anfield, con Sakho sufriendo una lesión en la rodilla que lo descartó durante dos meses. El 13 de diciembre, en un empate 2-2 contra el West Bromwich Albion, Lovren fue sacado del terreno de juego en el minuto 79 debido a una lesión y fue reemplazado por Divock Origi.
El 14 de abril de 2016, anotó un gol en el tiempo de compensación, dándole una victoria 4-3 al Liverpool FC ante el Borussia Dortmund en los cuartos de final de la Liga Europa.
El 28 de abril de 2017, extendió su contrato con el Liverpool FC, hasta el año 2021. El 17 de diciembre de 2017, marcó su primer gol de la temporada en una victoria 4-0 sobre el AFC Bournemouth, un resultado que hizo al Liverpool FC convertirse en el primer equipo en la historia de la Premier League en ganar cuatro partidos consecutivos fuera de la liga por un margen de al menos tres goles.
Después de la llegada de Virgil van Dijk al equipo el 1 de enero de 2018, él y Lovren hicieron una asociación estable en el centro de la defensa del Liverpool FC. El 14 de enero, fue el capitán del equipo por primera vez en una victoria por 4-3 ante el Manchester City. El 13 de mayo, Lovren anotó su segundo gol de la temporada en una victoria por 4-0 sobre el Brighton & Hove Albion, lo cual aseguró la clasificación del Liverpool para la Liga de Campeones de la UEFA de la temporada 2018-19. El 26 de mayo fue titular en la final de la Liga de Campeones ante el Real Madrid, que se llevaron los españoles por 1 a 3.
Tras jugar 185 partidos y anotar 8 goles en los seis años que estuvo en el club, el 27 de julio de 2020 se hizo oficial su fichaje por el Zenit de San Petersburgo.

### Regreso a Lyon y experiencia griega
Después de dos años y medio en San Petersburgo, en los que llegó a ser el capitán y ganó tanto la Liga Premier y la Supercopa, el 2 de enero de 2023 se anunció su vuelta al Olympique de Lyon hasta junio de 2025. Esta segunda etapa en el club finalizó en septiembre de 2024 para marcharse al PAOK de Salónica F. C.

## Selección nacional
Fue internacional con la selección de fútbol de Croacia desde su debut, en noviembre de 2009, ante Catar en 78 ocasiones y anotó cinco goles.
El 14 de mayo de 2014 fue incluido en la lista preliminar de 30 jugadores que representarían a Croacia en la Copa Mundial de Fútbol de 2014 en Brasil, siendo ratificado en la lista final de 23 futbolistas el 31 de mayo.
El 4 de junio de 2018 el seleccionador Zlatko Dalić lo incluyó en la lista de 23 para el Mundial. Jugó como titular y contribuyó con su experiencia para que Croacia se convirtiera en finalista del torneo.
En 2022 acudió a una nueva cita mundialista. Croacia fue tercera y en esta competición disputó sus últimos encuentros como internacional, ya que en febrero de 2023 anunció su retirada de la selección.

### Participaciones en fases finales
| Competición       | Sede   | Resultado        | Partidos | Goles |
| ----------------- | ------ | ---------------- | -------- | ----- |
| Copa Mundial 2014 | Brasil | Primera fase     | 3        | 0     |
| Copa Mundial 2018 | Rusia  | Subcampeón       | 7        | 0     |
| Eurocopa 2020     | Europa | Octavos de final | 2        | 0     |
| Copa Mundial 2022 | Catar  | Tercer puesto    | 6        | 0     |

### Participaciones en fases de clasificación
| Competición                             | Categoría | Sede   | Resultado    | Partidos | Goles |
| --------------------------------------- | --------- | ------ | ------------ | -------- | ----- |
| Clasificación para la Copa Mundial 2010 | Absoluta  | Europa | No clasificó | 1        | 0     |
| Clasificación para la Eurocopa 2012     | Absoluta  | Europa | Clasificado  | 5        | 1     |
| Clasificación para la Copa Mundial 2014 | Absoluta  | Europa | Clasificado  | 7        | 1     |
| Clasificación para la Eurocopa 2016     | Absoluta  | Europa | Clasificado  | 1        | 0     |
| Total                                   | –         | –      | –            | 14       | 2     |

### Partidos con la selección
| #  | Fecha                    | Rival               | Sede               | Resultado                         | Competición                         |
| -- | ------------------------ | ------------------- | ------------------ | --------------------------------- | ----------------------------------- |
| 1  | 8 de octubre de 2009     | Catar               | Rijeka, Croacia    | Croacia 3 - 2 Catar               | Amistoso                            |
| 2  | 14 de octubre de 2009    | Kazajistán          | Astana, Kazajistán | Kazajistán 1 - 2 Croacia          | Eliminatorias Mundial 2010          |
| 3  | 3 de marzo de 2010       | Bélgica             | Bruselas           | Bélgica 0 - 1 Croacia             | Amistoso                            |
| 4  | 23 de mayo de 2010       | Gales               | Osijek             | Croacia 2 - 0 Croacia             | Clasificación para la Eurocopa 2012 |
| 5  | 26 de mayo de 2010       | Estonia             | Tallin             | Estonia 0 - 0 Croacia             | Amistoso                            |
| 6  | 11 de octubre de 2011    | Letonia             | Rijeka             | Croacia 2 -0 Letonia              | Clasificación para la Eurocopa 2012 |
| 7  | 15 de noviembre de 2011  | Turquía             | Zagreb             | Croacia 0 - 0 Turquía             | Clasificación para la Eurocopa 2012 |
| 8  | 29 de febrero de 2012    | Suecia              | Zagreb             | Croacia 1 - 3 Suecia              | Amistoso                            |
| 9  | 25 de mayo de 2012       | Estonia             | Pula               | Croacia 3 - 1 Estonia             | Amistoso                            |
| 10 | 2 de junio de 2012       | Noruega             | Oslo               | Noruega 1 - 1 Croacia             | Amistoso                            |
| 11 | 10 de junio de 2012      | Irlanda             | Poznan             | Croacia 3 - 1 Irlanda             | Eurocopa 2012                       |
| 12 | 14 de junio de 2012      | Italia              | Poznan             | Croacia 1 - 1 Italia              | Eurocopa 2012                       |
| 13 | 18 de junio de 2012      | España              | Gdansk             | Croacia 0 - 1 España              | Eurocopa 2012                       |
| 14 | 15 de agosto de 2012     | Suiza               | Spalato            | Croacia 2 - 4 Suiza               | Amistoso                            |
| 15 | 7 de septiembre de 2012  | Macedonia del Norte | Zagreb             | Croacia 1 - 0 Macedonia del Norte | Eliminatorias Mundial 2014          |
| 16 | 11 de septiembre de 2012 | Bélgica             | Bruselas           | Bélgica 1 - 1 Croacia             | Eliminatorias Mundial 2014          |
| 17 | 12 de octubre de 2012    | Macedonia del Norte | Skopje             | Macedonia del Norte 1 - 2 Croacia | Eliminatorias Mundial 2014          |
| 18 | 16 de octubre de 2012    | Gales               | Osijek             | Croacia 2 - 0 Gales               | Eliminatorias Mundial 2014          |
| 19 | 7 de junio de 2013       | Escocia             | Zagreb             | Croacia 0 - 1 Escocia             | Eliminatorias Mundial 2014          |
| 20 | 10 de junio de 2013      | Portugal            | Ginebra            | Croacia 0 - 1 Portugal            | Amistoso                            |
| 21 | 6 de septiembre de 2013  | Serbia              | Belgrado           | Serbia 1 - 1 Croacia              | Eliminatorias Mundial 2014          |
| 22 | 10 de septiembre de 2013 | Corea del Sur       | Jeonju             | Corea del Sur 1 - 2 Croacia       | Amistoso                            |
| 23 | 11 de octubre de 2013    | Bélgica             | Zagreb             | Croacia 1 - 2 Bélgica             | Eliminatorias Mundial 2014          |
| 24 | 15 de octubre de 2013    | Escocia             | Edimburgo          | Escocia 2 - 0 Croacia             | Eliminatorias Mundial 2014          |
| 25 | 15 de noviembre de 2013  | Islandia            | Reikiavik          | Islandia 0 - 0 Croacia            | Eliminatorias Mundial 2014          |
| 26 | 19 de noviembre de 2013  | Islandia            | Zagreb             | Croacia 2 - 0 Islandia            | Eliminatorias Mundial 2014          |
| 27 | 5 de marzo de 2014       | Suiza               | Berna              | Suiza 2 - 2 Croacia               | Amistoso                            |
| 28 | 31 de mayo de 2014       | Malí                | Osijek             | Croacia 2 - 1 Malí                | Amistoso                            |
| 29 | 6 de junio de 2014       | Australia           | Salvador           | Croacia 1 - 0 Australia           | Amistoso                            |
| 30 | 12 de junio de 2014      | Brasil              | Sao Paulo          | Brasil 3 - 1 Croacia              | Copa Mundial de Fútbol de 2014      |

### Goles internacionales
| # | Fecha                   | Rival      | Marcador | Resultado                | Competición                         |
| - | ----------------------- | ---------- | -------- | ------------------------ | ----------------------------------- |
| 1 | 2 de septiembre de 2011 | Malta      | 1-3      | Malta 1 - 3 Croacia      | Clasificación para la Eurocopa 2012 |
| 2 | 26 de marzo de 2013     | Gales      | 1-1      | Gales 1 - 2 Croacia      | Clasificación Mundial 2014          |
| 3 | 6 de septiembre de 2019 | Eslovaquia | 0-4      | Eslovaquia 0 - 4 Croacia | Clasificación para la Eurocopa 2020 |

## Clubes
| Club                          | País       | Año       |
| ----------------------------- | ---------- | --------- |
| G. N. K. Dinamo Zagreb        | Croacia    | 2006-2010 |
| N. K. Inter Zaprešić (cedido) | Croacia    | 2006-2008 |
| Olympique de Lyon             | Francia    | 2010-2013 |
| Southampton F. C.             | Inglaterra | 2013-2014 |
| Liverpool F. C.               | Inglaterra | 2014-2020 |
| Zenit de San Petersburgo      | Rusia      | 2020-2023 |
| Olympique de Lyon             | Francia    | 2023-2024 |
| PAOK de Salónica F. C.        | Grecia     | 2024-     |

## Palmarés

### Campeonatos nacionales
| Título                | Club                     | País       | Año     |
| --------------------- | ------------------------ | ---------- | ------- |
| Prva HNL              | G. N. K. Dinamo Zagreb   | Croacia    | 2005-06 |
| Druga HNL             | N. K. Inter Zaprešić     | Croacia    | 2006-07 |
| Prva HNL              | G. N. K. Dinamo Zagreb   | Croacia    | 2008-09 |
| Copa de Croacia       | G. N. K. Dinamo Zagreb   | Croacia    | 2008-09 |
| Prva HNL              | G. N. K. Dinamo Zagreb   | Croacia    | 2009-10 |
| Copa de Francia       | Olympique de Lyon        | Francia    | 2011-12 |
| Supercopa de Francia  | Olympique de Lyon        | Francia    | 2012    |
| Premier League        | Liverpool F. C.          | Inglaterra | 2019-20 |
| Supercopa de Rusia    | Zenit de San Petersburgo | Rusia      | 2020    |
| Liga Premier de Rusia | Zenit de San Petersburgo | Rusia      | 2020-21 |
| Supercopa de Rusia    | Zenit de San Petersburgo | Rusia      | 2021    |
| Liga Premier de Rusia | Zenit de San Petersburgo | Rusia      | 2021-22 |
| Supercopa de Rusia    | Zenit de San Petersburgo | Rusia      | 2022    |

### Campeonatos internacionales
| Título                       | Club            | Sede     | Año     |
| ---------------------------- | --------------- | -------- | ------- |
| Liga de Campeones de la UEFA | Liverpool F. C. | Madrid   | 2018-19 |
| Supercopa de Europa          | Liverpool F. C. | Estambul | 2019    |